# Саморядовский сельсовет
Саморядовский сельсовет — сельское поселение в Большесолдатском районе Курской области Российской Федерации.
Административный центр — деревня Саморядово.

## История
Статус и границы сельского поселения установлены Законом Курской области от 21 октября 2004 года № 48-ЗКО «О муниципальных образованиях Курской области».

## Население
| 2002  | 2010  | 2012  | 2013  | 2014  | 2015  | 2016  |
| ----- | ----- | ----- | ----- | ----- | ----- | ----- |
| 1538  | ↘1256 | ↘1205 | ↘1167 | ↘1162 | ↘1138 | ↘1103 |
| 2017  | 2018  | 2019  | 2020  | 2021  |       |       |
| ↘1102 | ↘1072 | ↘1036 | ↘1026 | ↗1118 |       |       |

## Состав сельского поселения
| № | Населённый пункт | Тип населённого пункта          | Население |
| - | ---------------- | ------------------------------- | --------- |
| 1 | Бирюковка        | деревня                         | ↘408      |
| 2 | Будище           | деревня                         | ↘287      |
| 3 | Козыревка        | село                            | ↘252      |
| 4 | Саморядово       | деревня, административный центр | ↘309      |